# Repp
Pour les articles homonymes, voir Repp (homonymie).
Repp est une localité du comté de Nordland, en Norvège.

## Géographie
Administrativement, Repp fait partie de la kommune de Vestvågøy.